# Dự án bauxite Tân Rai
Dự án bauxite Tân Rai hay dự án khai thác bauxite Tân Rai là một trong những dự án khai thác bauxite ở Tây Nguyên theo chủ trương của Bộ Chính trị Ban Chấp hành Trung ương Đảng Cộng sản Việt Nam, được triển khai tại huyện Bảo Lâm, Lâm Đồng, Việt Nam. Tên gọi Tân Rai được đặt do Tân Rai là tên cũ trước đây của vùng đất thị trấn Lộc Thắng và xã Lộc Ngãi, nơi đặt nhà máy chính khai thác hiện nay. Nhà máy hoạt động từ cuối năm 2012.

## Trữ lượng, phân bố
Theo báo cáo của chính phủ Việt Nam, trữ lượng quặng bauxite (bô xít) ở Bảo Lâm, Lâm Đồng có trữ lượng 975 triệu tấn, chiếm 18% toàn trữ lượng bauxite ở khu vực Tây Nguyên, phần lớn nằm trên địa bàn huyện Bảo Lâm, dưới nền đất bazan của cao nguyên Di Linh

## Kế hoạch khai thác
Việc khai thác bauxite tại Bảo Lâm được chính phủ Việt Nam giao cho Tập đoàn Công nghiệp Than - Khoáng sản (TKV) làm chủ đầu tư với nhà thầu xây dựng nhà máy khai thác là công ty Chalieco, Trung Quốc thực hiện tất cả các công đoạn từ thiết kế - mua thiết bị - xây dựng - đào tạo (EPC). Ngày 18 tháng 11 năm 2008, nhà thầu Chalieco đã tiến hành khởi công các hạng mục chính, dự kiến đến cuối năm 2010 hoặc đầu năm 2011 hoàn thành nhà máy để đi vào sản xuất
Việc khai thác được tiến hành bởi hai công đoạn: giai đoạn một là khai thác quặng bauxite từ các mỏ, giai đoạn hai là từ quặng bauxite khai thác được đưa vào nhà máy tách ra alumina, nguyên liệu chính để luyện nhôm trong các lò điện phân

## Hậu cần

### Về nguồn nước
Theo phương án thiết kế, lượng nước sử dụng cho dự án là nước mặt tự nhiên, không sử dụng nước ngầm, với kế hoạch đắp đập tạo hồ Cai Bảng có diện tích lưu vực khoảng 134 km², dung tích chứa nước 17,2 triệu mét khối đủ cho việc sản xuất

### Về nguồn điện năng
Theo tính toán của Tập đoàn TKV và Bộ Công thương, nhu cầu tiêu hao điện năng cho việc sản xuất Alumin từ quặng Bauxite là không lớn, bình quân khoảng 200 - 256 kWh/tấn. Vì thế tại các nhà máy chế biến Alumina sẽ đầu tư các nhà máy nhiệt điện tự dùng với quy mô khoảng 30 MW; chỉ sử dụng nguồn điện lưới trong giai đoạn thi công dự án và là nguồn dự phòng cho sản xuất. Tuy nhiên do việc luyện nhôm từ Alumina tiêu hao rất lớn điện năng nên kế hoạch xây dựng nhà máy luyện nhôm tại đây sẽ không được triển khai

### Về nguồn nhân lực
Lượng lao động dự kiến cho dự án Tân Rai khoảng từ 1.500 - 1.700 người, trong đó riêng nhà máy Alumin là 700 - 800 người, phần khai thác mỏ khoảng 800 - 900 người. Để đáp ứng nhu cầu này, TKV đã chuẩn bị nguồn nhân lực theo các hướng: cử đi đào tạo ở nước ngoài thông qua các hợp đồng EPC - có nội dung đào tạo và chuyển giao công nghệ và đào tạo trong nước bằng kinh phí của TKV, trên nguyên tắc ưu tiên trước hết đào tạo con em các dân tộc địa phương

## Vận chuyển và tiêu thụ
Việc vận chuyển được thực hiện bởi tuyến đường sắt đang dự kiến xây dựng nối từ thị xã Bảo Lộc theo hướng đông xuống cảng Kê Gà, tỉnh Bình Thuận để vận chuyển bằng đường biển tiêu thụ. Tuyến đường sắt này được chủ đầu tư TKV phối hợp với Tổng công ty TEDI và các nhà tư vấn từ Úc - Nhật Bản tiến hành thiết kế và lắp đặt, dự kiến kế hoạch tuyến đường sắt này sẽ hoàn thành vào quý III, năm 2009.
Trong thời kỳ đầu khai thác đến năm 2015 việc vận chuyển sẽ bằng đường bộ, sau năm 2015 việc vận chuyển sẽ bằng tuyến đường sắt mới này

## Đánh giá về hiệu quả dưới quan điểm của chính phủ Việt Nam

### Hiệu quả Kinh tế
Tháng 4 năm 2009, Tập đoàn Than và Khoáng sản nhận định:"mỗi dự án 0,6 triệu tấn alumin một năm sẽ tạo ra khoảng 2.000 việc làm với doanh thu 150 - 200 triệu USD". Trong một bài phỏng vấn vào tháng 5 năm 2013, ông Hoàng Trung Hải, Phó Thủ tướng Chính phủ cho biết:"dự án kéo dài 30 năm"và"kịch bản xấu nhất vẫn hiệu quả".

## Hiệu quả thực tế
Tháng 8 năm 2014 Tập đoàn Công nghiệp than - khoáng sản Việt Nam thừa nhận dự án sẽ tiếp tục lỗ trong vòng 3 năm nữa và việc thu hồi vốn sẽ chỉ được thực hiện sau 11 năm hoạt động.

## Sự cố
- Ngày 8 tháng 10 năm 2014 hồ thải quặng đuôi số 5 đã bị vỡ đê, 5 ngàn mét khối nước và bùn đỏ đã tràn ra ngoài.[5]
- Ngày 13 tháng 2 năm 2016 đường ống dẫn nước có chứa chất xút độc hại từ hồ bùn đỏ của Nhà máy alumin Tân Rai bị vỡ khiến nước chảy tràn ra ngoài.[6] Sau khi tiến hành kiểm tra, Sở Tài nguyên - môi trường tỉnh Lâm Đồng kết luận: nguyên nhân dẫn đến sự cố vỡ đường ống được xác định là do khớp nối bị “lão hóa” dẫn tới bục đường ống.[7] Đánh giá việc đường ống bị lão hóa chỉ sau 4 năm sử dụng, ông Nguyễn Văn Ban - nguyên Trưởng ban Nhôm - Titan, Tổng Công ty Khoáng sản Việt Nam, cho rằng đó là:"hệ quả công nghệ Trung Quốc".[8]